# Lukavec (district de Pelhřimov)
Pour les articles homonymes, voir Lukavec.
Lukavec (en allemand : Lukawetz) est un bourg (městys) du district de Pelhřimov, dans la région de Vysočina, en République tchèque. Sa population s'élevait à 994 habitants en 2020.

## Géographie
Lukavec se trouve à 10,5 km au sud de Pacov, à 22,5 km au nord-ouest de Pelhřimov, à 47,5 km à l'ouest-nord-ouest de Jihlava à 71 km au sud-est de Prague.
La commune est limitée par Načeradec à l'ouest et au nord, par Čáslavsko au nord-est, par Vyklantice à l'est, par Bratřice et Salačova Lhota au sud et par Mezilesí à l'ouest.

## Histoire
La première mention écrite de la localité date de 1352.

## Administration
La commune se compose de trois quartiers :
- Bezděkov
- Lukavec
- Týmova Ves
- Velká Ves

## Transports
Par la route, Lukavec se trouve à 13 km de Pacov, à 28 km de Pelhřimov, à 65 km de Jihlava à 93 km de Prague.

## Galerie

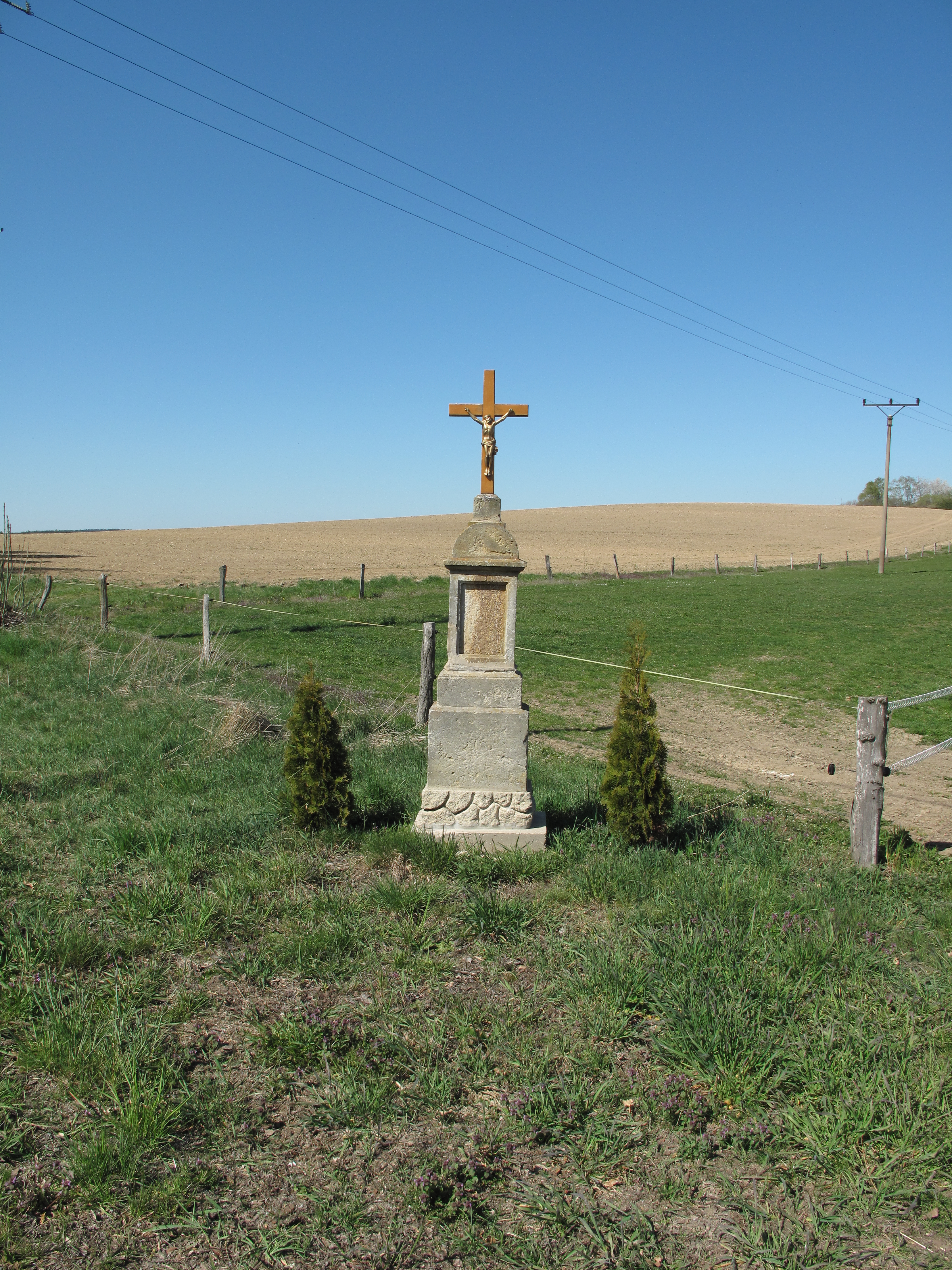
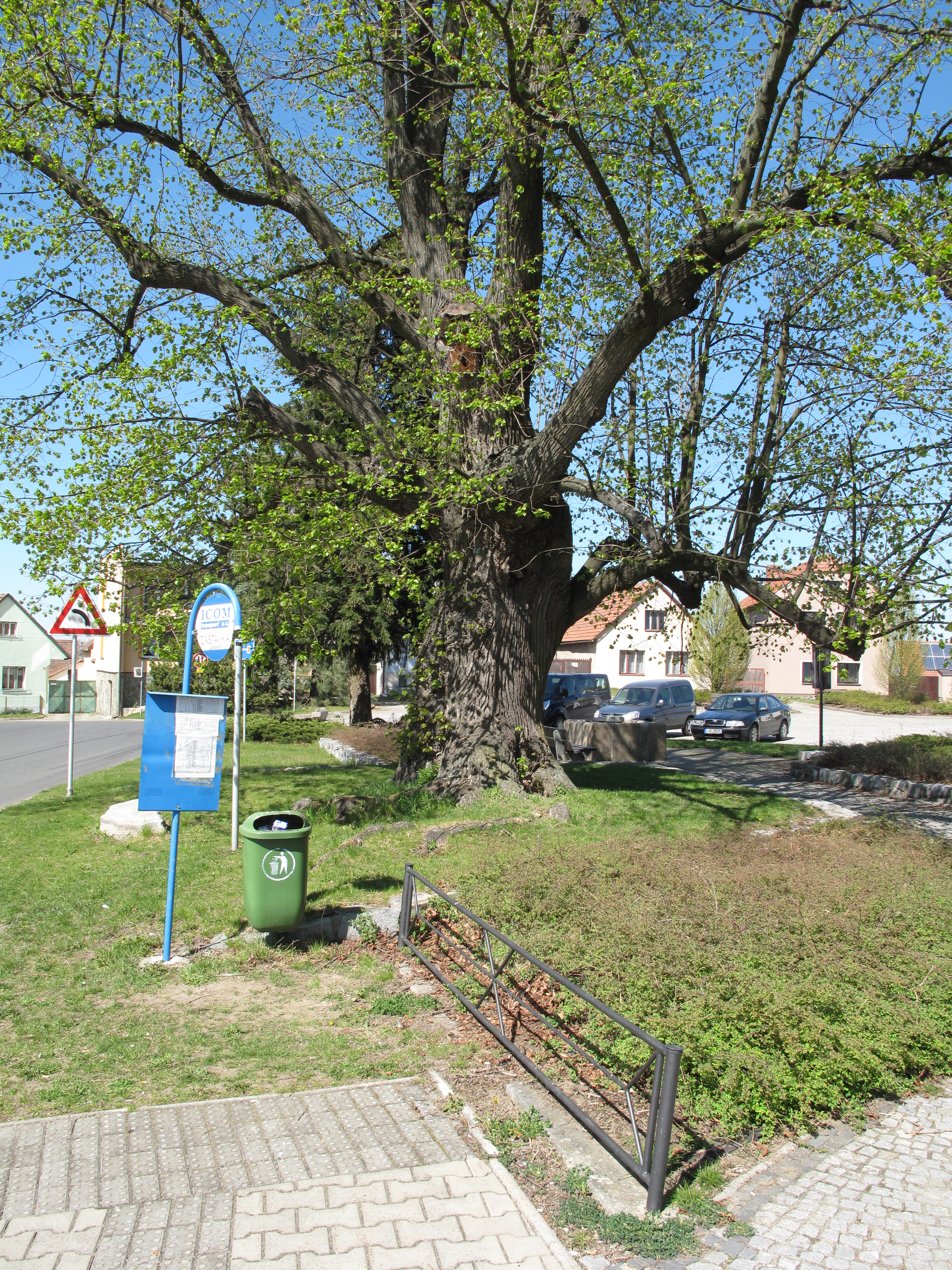
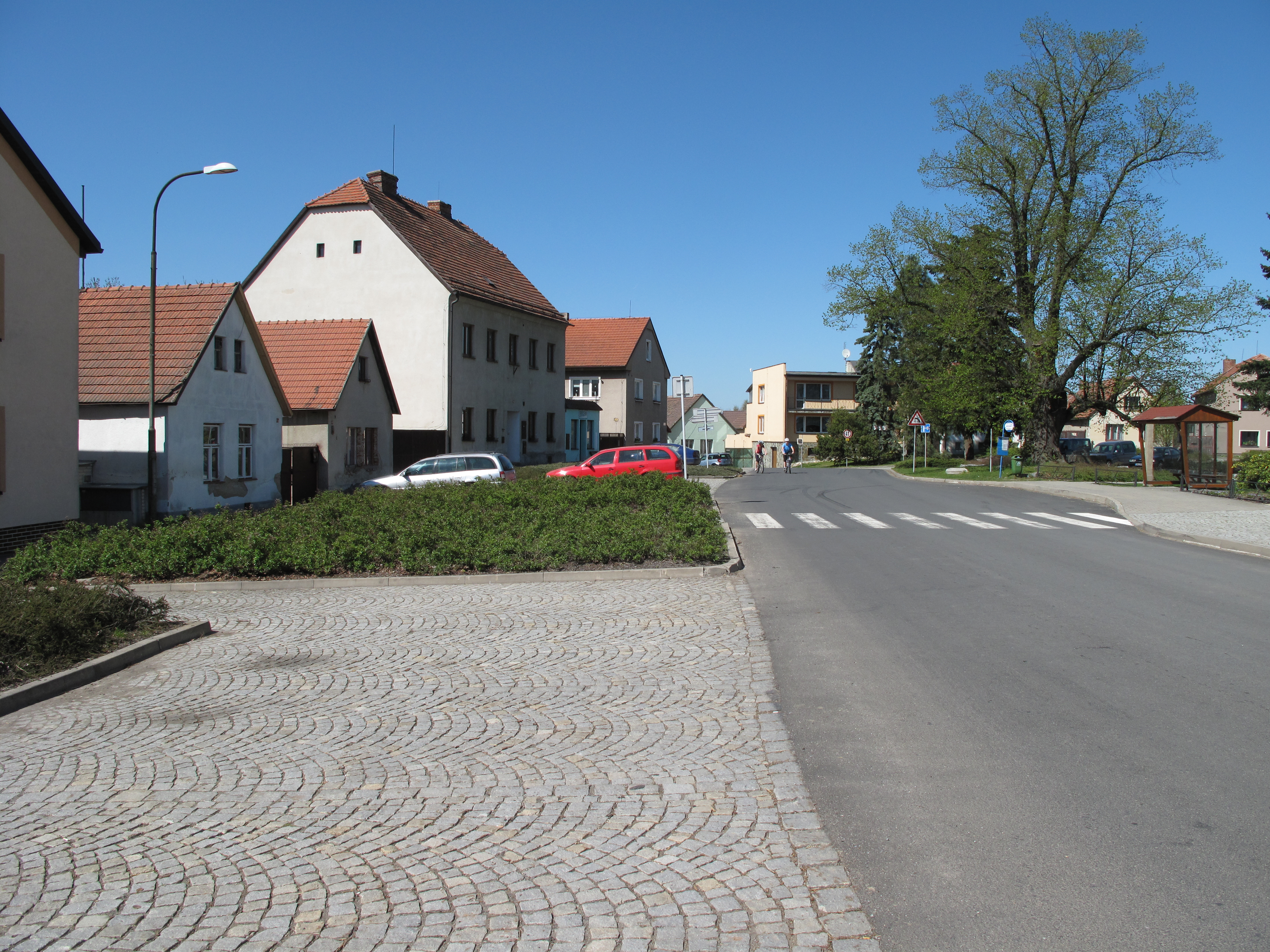
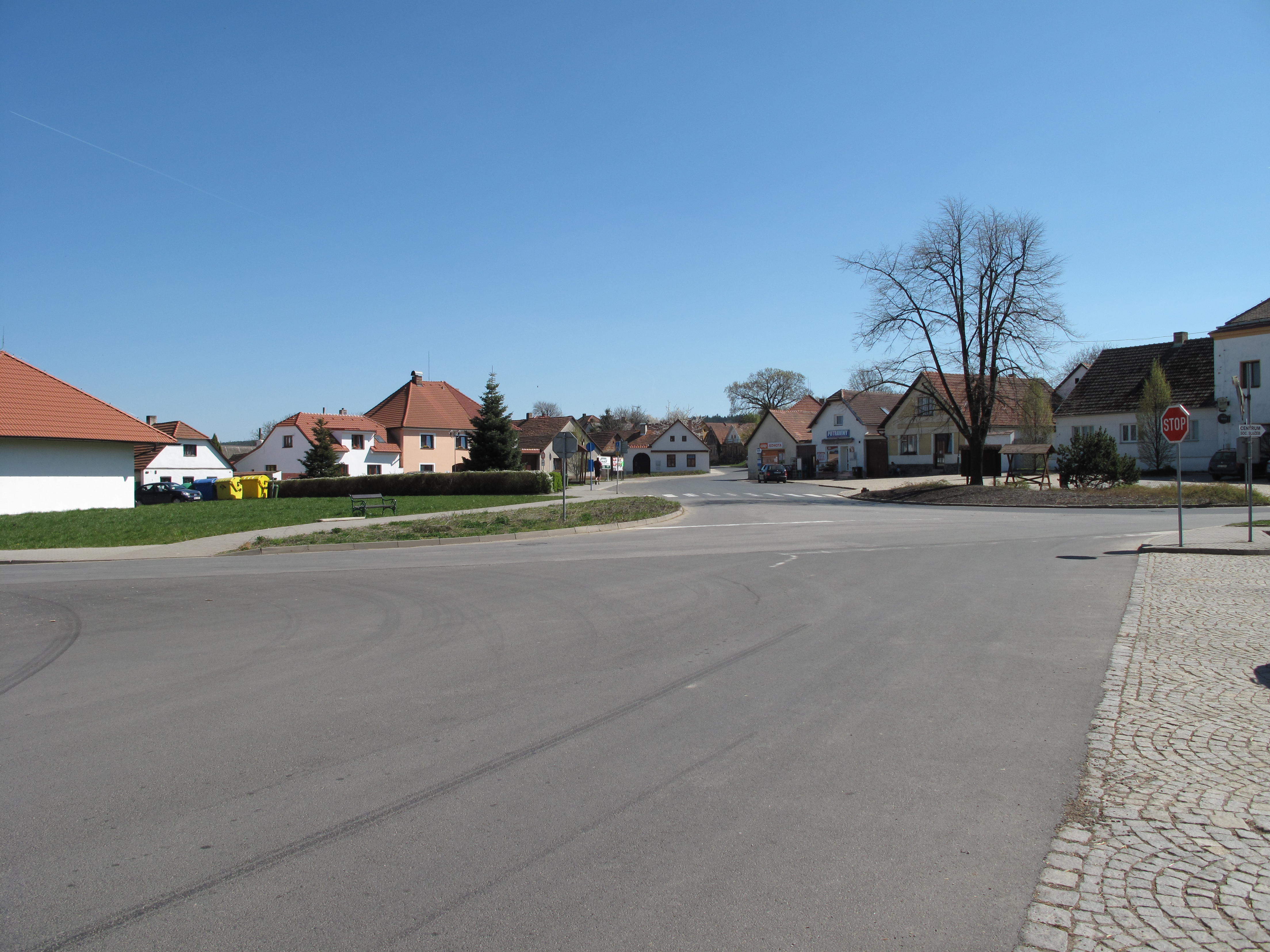
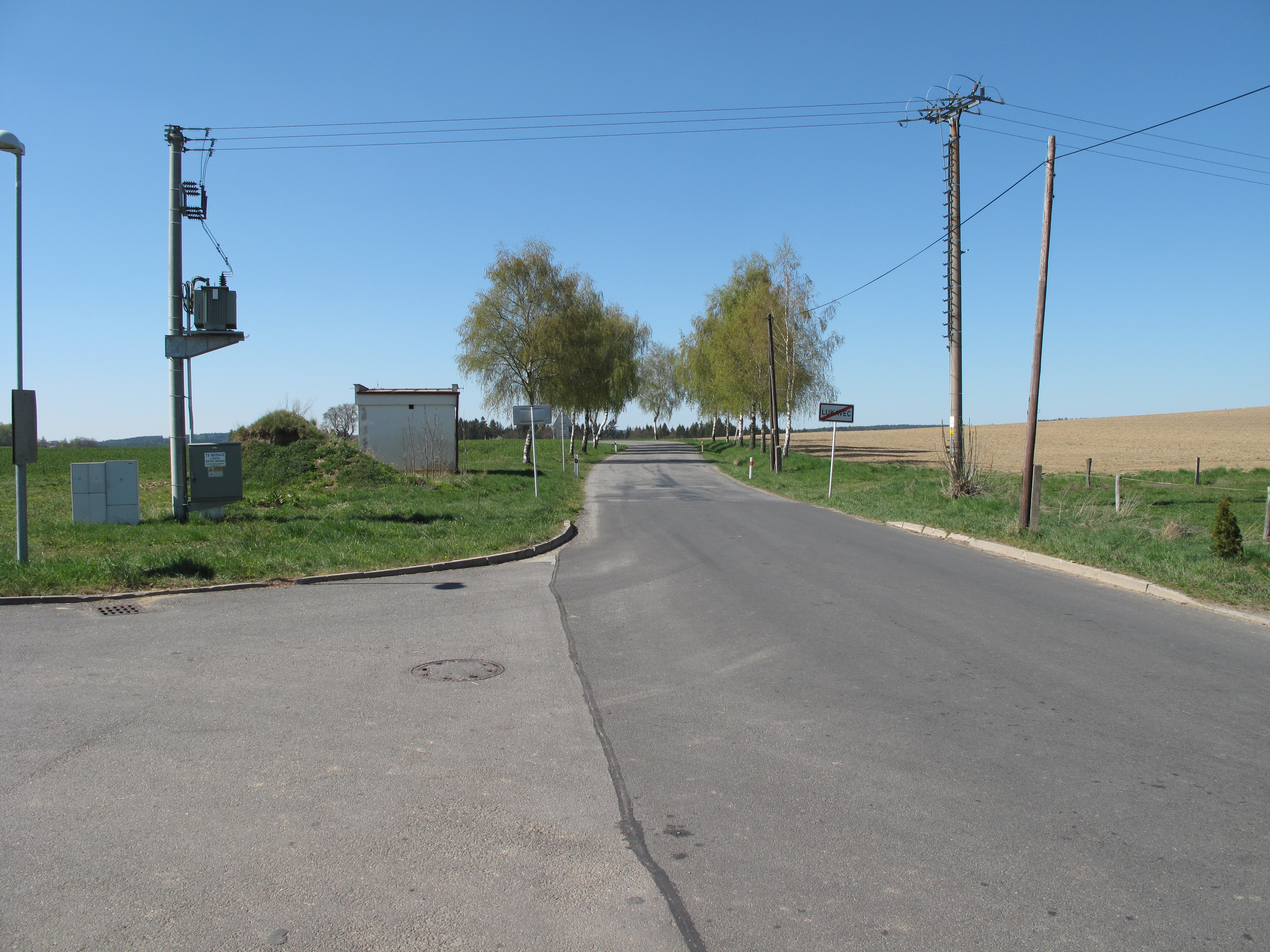